# 太田房江
太田 房江（おおた ふさえ、1951年〈昭和26年〉6月26日 - ）は、日本の政治家、実業家、タレント、通産官僚。本名は齊藤 房江（さいとう ふさえ）、「太田」は旧姓である。通称は「ふぅちゃん」。
参議院議員（2期）、経済産業副大臣兼内閣府副大臣（第2次岸田第1次改造内閣）、厚生労働大臣政務官（第3次安倍第1次改造内閣）、参議院文教科学委員長、大阪府知事（公選第15・16代）、岡山県副知事、通商産業省大臣官房審議官、自由民主党副幹事長、同参議院副幹事長、同政務調査会内閣第一部会長代理、自由民主党女性局長などを歴任。日本初の女性知事としても知られている。

## 来歴・人物

### 生い立ち
国鉄社員の父の長女として広島県呉市に生まれる（現住所は大阪府豊中市新千里南町3丁目）。1964年、東海道新幹線の開業に伴い愛知県豊橋市に転居。愛知県立時習館高等学校を経て、東京大学経済学部経済学科卒業後、1975年旧通商産業省入省。通商産業研究所研究部研究主幹、産業政策局消費経済課長、近畿通産局総務企画部長 を経て、1997年岡山県副知事に就任 し、石井正弘の下で副知事を務めた。1999年通商産業省に復帰し、大臣官房審議官（局次長級）となった。

### 大阪府知事
1999年12月22日、横山ノック知事が強制わいせつ罪で起訴されたことを理由に辞職。横山の辞職に伴い、2000年2月6日に行われた大阪府知事選挙に自民党・民主党・公明党など5党の推薦を受け立候補、鰺坂真や平岡龍人らを破り日本初の女性知事となった。
2004年の知事選では社民党も推薦に加わったことで、高い知名度を背景に参議院議員を2期12年つとめたのちに知事選に出馬した元プロ野球選手の江本孟紀を大差で破り、再選を果たした。3期目への出馬は断念し（後述）、2008年、2期8年の任期が満了したことにより大阪府知事を退任した。
その後、デーブ・スペクターの芸能事務所であるスペクター・コミュニケーションズに所属する。2008年6月27日付で大阪に本社を持つ総合ガス企業・エア・ウォーターの非常勤取締役・経営戦略室特命担当に就任。2010年4月には農業戦略部長とグループ会社のエア・ウォーター農園代表取締役社長に就任し、2012年に退任した。また、弁護士の住田裕子が代表理事を務めるNPO法人、長寿安心会の大阪支部長ならびに関西大学や大阪産業大学で客員教授を務めた。

### 参議院議員
2013年7月4日、第23回参議院議員通常選挙が公示され、太田は自民党公認で比例代表から立候補した。同党大阪府連の重点候補として支援を受けた。同選挙の比例区において霊友会は太田と石田昌宏を支援した。また、世界平和統一家庭連合（旧統一教会）は元産経新聞政治部長の北村経夫を支援し、世界真光文明教団は元衆議院議員の木村義雄を支援し、立正佼成会・妙智会教団・教派神道は元検事の若狭勝を支援した。7月21日投開票。自民党は比例代表で18議席を獲得した。石田は11位で、北村は15位で、木村は17位で、太田は18位で当選した。太田と19番目の得票数で落選した若狭との差はわずか344票だった。同選挙では最後の当選確定者であり、太田は「この票の重みは一生忘れることはできない」と述べた。
2015年10月9日には第3次安倍第1次改造内閣で厚生労働大臣政務官に就任した。2017年8月8日には自由民主党女性局長に就任。
2018年12月13日、自民党は翌年7月に予定される第25回参議院議員通常選挙に太田を大阪府選挙区から擁立する方針を決定した。太田の擁立は党本部の意向によるもので、既に同選挙区での擁立が決定していた柳本顕と合わせて自民党単独で複数議席を狙う方針であったが、その後柳本は大阪市長選に出馬するため参院選の公認を辞退し、自民党は2019年6月に候補者を太田に一本化することを正式決定した。投開票の結果、太田の得票は第24回参議院議員通常選挙で自民党候補（松川るい）が獲得した約76万票を20万票以上下回る約56万票の得票となり、4位での再選となった。
2022年8月12日、第2次岸田第1次改造内閣で経済産業副大臣兼内閣府副大臣、原子力災害現地対策本部長に就任。
2024年1月21日、自民党5派閥の政治資金パーティーの裏金問題をめぐり、2018年 - 2022年の5年間で太田が清和政策研究会（安倍派）のパーティー券の販売ノルマを超えて集めた分214万円を派閥側からキックバックとして受け取っていたことが明らかとされた。
2025年5月11日、自民党大阪府連の青山繁晴会長は同年7月の第27回参議院議員通常選挙の大阪府選挙区公認候補として新人の擁立を模索していることを明らかにした。青山は擁立を模索する人物について、大阪府内出身で「20年来の知友」とし、「国の組織で将来を嘱望されている人を説得して合意した」と説明した。しかし、木原誠二選挙対策委員長は同月13日の党会合で現職の太田を擁立する方針を示した。森山裕幹事長は記者会見で「これ以上は時間をかけられず、党執行部に一任をいただいており、結論をだした」と説明した。しかし同月26日、太田は文書で「事実無根のいわれなき誹謗中傷を受ける中、不調を感じつつも精励してきた」と説明する一方、体調を崩し、「ストレス障害との診断を受けた」と明かし、参院選に立候補しない意向を表明した。太田の擁立決定後、太田が2019年の参院選前に選挙応援の見返りとして地方議員に資金提供を持ちかけたとの疑惑が週刊誌に報じられ、太田は事実関係を否定していた。

## 大阪府知事としての実績・評価
一般的な活動や選挙活動は通称の「太田房江」で行えるが、公文書などの署名は戸籍上の氏名で行う必要があり、本名の「齊藤房江」で行われた。大阪府知事が公務において通名と本名を使い分ける行為は前任の横山ノックからであり、2008年に後任の橋下徹が就任するまで13年にわたり続いた。
大相撲の優勝力士に贈る大阪府知事賞の贈呈を巡り、女人禁制の土俵に知事自らが上がりたいという意向を示したが、日本相撲協会に拒まれた。
ふるさと納税に対しては大都市の首長として、石原慎太郎東京都知事などと同様反対の意思を表明した。
2007年11月18日に投票の大阪市長選挙は、各党で対立する立候補があったため、自身が各党からの推薦を受けていた太田は中立の姿勢を示していた。しかし、民主党推薦の平松邦夫が当選すると、平松の事務所で一緒に万歳をした（バンザイ事件）。現職の關淳一大阪市長を推薦していた自民・公明両党は太田を強く批判した。太田は「礼儀として当然」と釈明したが、このバンザイ事件によって自民・公明両党との関係が最悪に陥り、知事選への3期目出馬断念・退任表明に追い込まれた。2008年2月に大阪府知事を退任。
2期8年間の主な実績として太田は、シャープ新工場（堺市堺区）などの企業誘致、関西国際空港の2期工事（第2滑走路供用開始）、治安の改善、行財政改革を挙げた。

### 財政再建
大阪府の普通決算における実質収支は、太田が府知事に就任した2000（平成12）年度には383億円もの赤字だったが、歳出削減を中心とした財政再建策により、太田が知事を退任する直前の2007（平成19）年度には、赤字額は7億円にまで減少した。そのため、「極端なことを言えば、橋下知事ではなく太田前知事のままでも大阪府の『赤字脱却宣言』はなし得たということです。」「ある大阪府議会の有力議員も『実質収支がプラスに転じる時期に知事に就任したことが、橋下知事に幸運をもたらした』と語っていたことなのです。」といった指摘もある。
しかしその一方で、太田が知事に在任していた時期の大阪府は、府債の返済に充てるための積み立て金である減債基金の取り崩しを行っていた。府は2001（平成13）年度より、毎年500～1000億円前後を取り崩し、一般会計に入れていた。このことは議会にも報告されており問題無かったが、それが2004（平成16）年度以降になると、償還期限を迎えた地方債が急増し、減債基金の取り崩しに限界が訪れた。そこで、地方債の償還を一部先送りすることで減債基金の残高を維持し続け、その額は2004（平成16）年度からの3年間で約2,600億円に達した。この浮いた金の一部を一般会計に組み入れ、意図的に財政赤字を隠蔽することになった。この手法は違法では無いが、旧自治省の指導に反しており、議会や、地方債を購入する金融機関や投資家にも報告されていなかった。この赤字隠しは、太田が府知事退任を表明した後、2008年（平成20年）に行われた府知事選挙の直前になってから新聞で報じられ、明るみに出た。これに対し太田は、減債基金の取り崩しはあくまで緊急措置であり、財政再建団体への転落を回避するためのやむを得ない措置であり、また、当時府議会議員であった松井一郎らも大阪府議会で賛成の議決をしていると反論している。

### 大阪都構想
大阪府・大阪市における二重行政・二重投資を解消するために、太田は2000年に、大阪府・市を合併させる「大阪都構想」を主張した。これに対し、大阪市の磯村隆文市長（当時）は反発し、逆に市の権限を強める「スーパー政令市構想」を主張した。その後、大阪府は2004年に発表した『大阪都市圏にふさわしい地方自治制度』の中で、「大阪新都」構想を主張した。これは、政令指定都市としての大阪市は残すが、大阪府を廃止して「大阪新都機構」という広域連合に再編する。新都機構には評議員会を設置し、府下の政令市や各市町村が広域行政の意思決定に参加する。新都機構は国から権限や財源の移譲を受け、新都全域にまたがる都市基盤の整備事業などを行う一方、市町村は大阪府から権限を譲り受け、基礎自治体として住民サービスを行うといった内容だった。これらの提案はいずれも、太田の在任中には実現に結びつかなかったが、大阪都構想そのものは、後任の府知事である橋下徹ならびに自民党府議会議員だった浅田均・松井一郎が立ち上げた大阪維新の会に受け継がれた。大阪市特別区設置住民投票が行われた2015年5月には、太田は大阪都構想に対し反対の立場を取った。これについては、2004年の大阪新都構想は政令市を残し住民自治の拡充を図るものであり、「維新の考える都構想と考えが異なるから反対した」とコメントしている。

### その他
- 太田は選択的夫婦別姓制度に賛同し、知事として氏名表記について、内部的な公文書では原則として戸籍姓の「斉藤」ではなく旧姓の「太田」を使うと2001年に発表した[37]。しかし、2019年のアンケートでは、選択的夫婦別姓について、「どちらとも言えない」と回答している[38]。
- ガンバ大阪、特に元ガンバ大阪の宮本恒靖の大ファンである[39]。プロ野球に関しては、通商産業省時代は省内の中日ドラゴンズのファンクラブに入会していたが、大阪府知事就任後に阪神タイガースのファンに転向したことを宣言している[40]。大阪近鉄バファローズがパシフィック・リーグ優勝を達成した2001年や、阪神がセントラル・リーグ優勝を達成した2003年にそれぞれのハッピ姿が見られた他、後者では御堂筋の優勝パレードを要請した。

## 不祥事

### 政治資金パーティー収入の裏金問題
2023年12月1日、朝日新聞が、自民党5派閥が開いた政治資金パーティーをめぐる問題で、安倍派が、所属議員が販売ノルマを超えて集めた分の収入を裏金として議員側にキックバックする運用を組織的に続けてきた疑いがあるとスクープした。安倍派は2018年から2022年に毎年1回パーティーを開き、計6億5884万円の収入を政治資金収支報告書に記載している。一方、収入・支出のいずれにも記載していない裏金の総額は直近5年間で1億円を超えるとされ（のちに5億円に修正）、共同通信は「実際のパーティー収入は少なくとも8億円前後に膨らむ可能性がある」と報じた。清和政策研究会の政治資金収支報告書の記載内容は下記のとおり。
| 年月日        | パーティー名                 | 会場               | 収入        | 購入者数 | 出典 |
| ------------- | ---------------------------- | ------------------ | ----------- | -------- | ---- |
| 2018年5月22日 | 清和政策研究会との懇親の集い | 東京プリンスホテル | 2億802万円  | 7,021人  | [50] |
| 2019年5月21日 | 清和政策研究会との懇親の集い | 東京プリンスホテル | 1億5338万円 | 5,177人  | [51] |
| 2020年9月28日 | 清和政策研究会との懇親の集い | 東京プリンスホテル | 1億262万円  | 3,464人  | [52] |
| 2021年12月6日 | 清和政策研究会との懇親の集い | 東京プリンスホテル | 1億2万円    | 3,376人  | [53] |
| 2022年5月17日 | 清和政策研究会との懇親の集い | 東京プリンスホテル | 9480万円    | 3,200人  | [45] |
| （合計）      |                              |                    | 6億5884万円 |          |      |
パーティー券は通常1枚2万円であるため、販売枚数が推計できるが、枚数に対する購入者の比率は2018年から2022年にかけてすべて「0.675」で統一されている。日本大学名誉教授の岩井奉信は「絶対にあり得ない」とし、安倍派は政治資金収支報告書に架空の購入者数を記入したとみられる。
同年12月22日、安倍派においては、議員側の「中抜き」を含む3つのパターンで裏金づくりを行っていたことが関係者の証言により明らかとなった。12月25日、安倍派では少なくとも参議院議員選挙があった2019年と2022年に開いたパーティーについて、改選となる参議院議員に販売ノルマを設けず、集めた収入を全額キックバックしていたことが報道により明らかとなった。
2024年1月21日、太田が2018年 - 2022年の5年間で安倍派のパーティー券の販売ノルマを超えて集めた分214万円を派閥側からキックバックとして受け取っていたことが明らかとされた。特に自身の選挙があった2019年は、パーティー券のノルマ分158万円がそのままキックバックされていた。

### その他
- 2004年8月から2007年8月までの間、政治団体「太田房江を支える東京の会」が、太田の母や甥が住むマンションを事務所として経費を計上していた[61][62]。太田は、活動実態があり政治資金規正法に則った適正な処理を行っていると説明した[63]。自民党大阪府議会議員団は説明が不十分として明細開示を求めたが、太田は政治資金規正法以上の対応はプライバシーの問題があるとして拒否した[64]。
- 2003年以降、府内の中小企業経営者による団体「関西企業経営懇談会」主催の会合に11回出席し、講演の謝礼として計981万円（税抜き883万円）を受け取っていた。参加企業には公共工事の受注企業もあったが、太田は会合出席との関連性を否定した[65]。これらの問題には当初は正当性を主張していたが、後に反省・謝罪するとともに、3選への意欲を示した[66]。また、関西企業経営懇談会から受け取った謝礼は、退任後に府へ全額を寄付するとした[67]（後に返還に変更[68]）。しかし、過去2回の選挙で太田を支持していた各党が金銭問題を重視し、相次いで不支持を決定。これにより太田は立候補を断念した[69]。
- 経済産業副大臣在任中の2023年1月、大阪府内でマンションを新規購入していたことが、2024年7月1日に公開された衆参両院の所得報告書などで明らかになった。大臣や副大臣、大臣政務官は在任中の不動産取引などを自粛するとした規範に抵触する。太田は、同じマンションの別部屋を借りて住んでおり、不動産会社には「分譲物件に空きが出たら速やかに契約したい」と以前から申し入れていたと説明。「賃貸を分譲に切り替えただけで、大臣規範に抵触するという認識はなかったが、反省している」とコメントした[70]。

## 政策・主張
- 2019年10月に予定されている消費税の10%への引き上げについて「法律に従い、引き上げるべきだ」と回答している[71]。
- 憲法改正に賛成。自衛隊の保持、緊急事態条項が明文化されることを望む[38]。
- 「北朝鮮には対話より圧力を優先すべきだ」との設問に対し、「どちらかと言えば賛成」と回答[38]。
- 「他国から攻撃が予想される場合は先制攻撃をためらうべきではない」との設問に対し、「どちらかと言えば賛成」と回答[38]。
- 原発は電力源の一つとして保つべきだ[38]。
- 選択的夫婦別姓について、「どちらとも言えない」としている[38]。
- 同性婚について、「どちらかと言えば反対」としている[38]。
- 「消費税0％の検討」を掲げた『国民を守るための「真水100兆円」令和2年度第2次補正予算に向けた提言』に賛同している[72]。

## 支援団体
- 宗教法人霊友会の支援を受けている[9]。
- 全国たばこ販売政治連盟の組織推薦候補者[73]。

## 所属団体・議員連盟
- 日本の印章制度・文化を守る議員連盟（幹事）[74]

## 兼職役職
- 日本住宅協会常任理事

## 出演
テレビ
- ウルトラセブン 太陽エネルギー作戦
- いのちの響
- GA-tuuun!
- ネプリーグ（2008年6月9日放送、「東大チーム」の一員として出演）
- 第4回おとなの学力検定スペシャル小中学校教科書クイズ! (2008年9月30日、日本テレビ系)
- 情報ライブ ミヤネ屋（コメンテーターとして不定期出演）
- 潜在能力テスト

ラジオ
- 特集117（毎日放送）

映画
- ミスター・ルーキー（大阪府太田房江知事役）
- ビートキッズ（音楽教師役）

## 選挙歴
| 当落 | 選挙                     | 執行日         | 年齢 | 選挙区       | 政党       | 得票数      | 得票率 | 定数 | 得票順位 /候補者数 | 政党内比例順位 /政党当選者数 |
| ---- | ------------------------ | -------------- | ---- | ------------ | ---------- | ----------- | ------ | ---- | ------------------ | ---------------------------- |
| 当   | 2000年大阪府知事選挙     | 2000年2月6日   | 48   | ーー         | 無所属     | 138万583票  | 45.98% | 1    | 1/4                | /                            |
| 当   | 2004年大阪府知事選挙     | 2004年2月1日   | 52   | ーー         | 無所属     | 155万8626票 | 56.18% | 1    | 1/5                | /                            |
| 当   | 第23回参議院議員通常選挙 | 2013年07月21日 | 62   | 参議院比例区 | 自由民主党 | 7万7173票   | 0.41%  | 1    | /                  | 18/18                        |
| 当   | 第25回参議院議員通常選挙 | 2019年07月21日 | 68   | 大阪府選挙区 | 自由民主党 | 55万9709票  | 16.01% | 4    | 4/12               | /                            |